# Arno Lubbinge
Arno Lubbinge (Nieuwegein, 29 juni 1976), is een Nederlandse stemacteur. Vanaf de eerste uitzending op 29 augustus 1995 tot en met 12 augustus 2012 was Arno een van de stemmen van Hart van Nederland (SBS6). Op 5 januari 2015 keerde hij terug als voice-over bij Hart van Nederland en Shownieuws.
Hij is vaak voice-over bij diverse SBS verbouw-, meubelprogramma’s.